# Guida galattica per gli autostoppisti (serie)

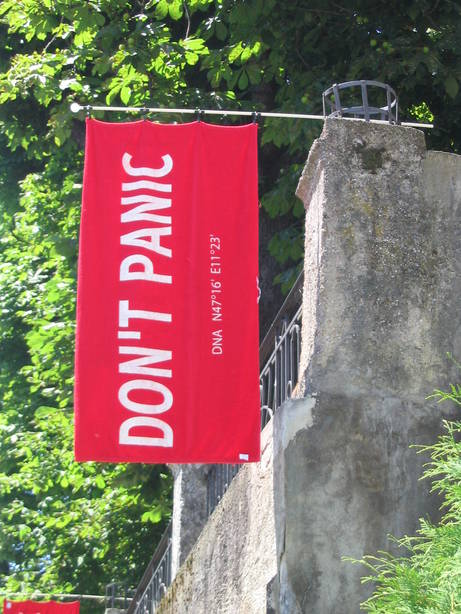
Una bandiera con la scritta «Niente panico / DNA N47°16' E11°23'» ad Innsbruck

La Guida galattica per gli autostoppisti (tradotto nel 1980 in italiano dall'originale inglese The Hitchhiker's Guide to the Galaxy) nacque come serie radiofonica di fantascienza creata dallo scrittore britannico Douglas Adams e venne successivamente adattata in forma di romanzo, serie televisiva, videogioco e, quindi, film per il cinema.

## Descrizione
La Guida citata nel titolo è, in realtà, un "libro nel libro": nel racconto i protagonisti fanno spesso riferimento ad una specie di enciclopedia, la Guida Galattica, appunto, che fornisce loro suggerimenti - spesso bizzarri, secondo il registro surreale del romanzo - su "la vita, l'universo e tutto quanto".
(Douglas Adams, in Guida galattica per gli autostoppisti)
Per anni si era parlato di una possibile riduzione cinematografica dell'opera, ma il progetto - fortemente voluto dall'autore stesso - non ha potuto vedere la luce che nel 2005, anno di uscita del film omonimo Guida galattica per autostoppisti, postumo di oltre 4 anni la morte del suo ideatore: un lungometraggio basato proprio sulla sceneggiatura scritta anni prima da Adams stesso, che non riuscì a realizzare in prima persona il suo sogno.
Della Guida sono state realizzate diverse versioni telematiche, con numerose citazioni tratte dal romanzo; la BBC stessa cura un sito che è stato definito "almost but not quite completely unlike Wikipedia", ovvero "quasi ma non del tutto diverso da Wikipedia". Nelle parole di Adams, i libri costituivano una "trilogia in cinque parti", ed hanno tuttora un vasto seguito di cultori e appassionati.
La forza della Guida risiede nell'ironia che pervade il racconto, nell'umorismo sottile - che non risparmia le critiche di costume - e nei personaggi assolutamente bizzarri che abitano il romanzo. Nella versione originale si può anche apprezzare il particolare lessico dell'autore, con le sue invenzioni linguistiche diventate memorabili, un vero e proprio gergo che contribuisce all'atmosfera umoristica dei libri. Una per tutte è il significato del numero 42.
Così geniali, anzi osiamo dire superlative, e in anticipo coi tempi, alcune delle trovate di Adams sono state effettivamente abbracciate dalla tecnologia moderna, prendendo a prestito i nomi coniati dall'autore. Ad esempio il pesce di Babele, una specie di simbionte traduttore universale, a cui si è ispirato il traduttore di AltaVista, Babelfish, il computer scacchistico Deep Thought della IBM (primo computer capace di battere un Grande maestro internazionale in un match, il cui nome deriva da Pensiero Profondo, un supercomputer presente nel racconto), il programma di messaggistica istantanea Trillian, chiamato come la protagonista femminile della serie.

## Storia
Nella primissima incarnazione, la Guida è un radiodramma, trasmesso dalla BBC a puntate a partire dal 1978. La serie originale comprendeva sette episodi; altri cinque vennero trasmessi nel 1980, dopo di che le trasmissioni cessarono e il romanzo, adattamento dei primi episodi, acquistò vita indipendente.
La popolarità della serie radio e dei romanzi portò alla nascita di una miniserie televisiva, trasmessa nel 1981 - ulteriore adattamento delle versioni precedenti. Fu originariamente trasmessa nel Regno Unito dalla BBC, e fu riproposta di lì a poco in tutto il mondo in onde corte dalla BBC World Service, nel 1978. Nel marzo 1981, la National Public Radio la trasmise negli Stati Uniti (fu una delle sue prime trasmissioni in stereofonia) e la replicò a settembre. L'anno successivo la serie della BBC fu trasmessa dalla CBC Radio (Canadian Broadcasting Corporation).
Un episodio pilota fu commissionato nel marzo 1977, e registrato verso la fine del successivo giugno. Una seconda serie fu commissionata nel 1979 e trasmessa nel 1980. Gli episodi della prima serie furono ri-registrati per l'uscita in LP e audiocassette. Dopo la trasmissione della seconda serie in radio, la prima fu adattata per la televisione. Quest'ultima contiene materiale scritto originariamente da Adams per l'adattamento scenico e per il già menzionato adattamento in LP. Fin dagli esordi in radio, venne utilizzato quale tema musicale il brano strumentale degli Eagles Journey to the Sorcerer, per scelta diretta di Adams che lo ritenne particolarmente adatto allo lo scopo.
Adams pensò di scrivere una terza serie per la radio, basata sul libro La vita, l'universo e tutto quanto nel 1993, ma il progetto non prese il via che dieci anni dopo, postumo. Dirk Maggs, con cui Adams aveva discusso le nuove serie nel 1993, 1997 e 2000, diresse e co-produsse la serie radiofonica adattata da quel libro e dai due successivi, Addio, e grazie per tutto il pesce e Praticamente innocuo, che divennero rispettivamente la quarta e la quinta serie radiofonica. La terza serie fu registrata nel 2003 e trasmessa tra settembre e ottobre dell'anno successivo, mentre invece la quarta e la quinta furono registrate a cavallo tra il 2004 e il 2005 e trasmesse tra il maggio e il giugno 2005. Le registrazioni di tutte e cinque le serie sono state distribuite su audiocassetta e compact disc; la terza è stata pubblicata in DVD nel 2006, dopo più di un rinvio.
Nel 1984 venne pubblicata una riduzione in videogioco, un'avventura testuale ispirata alle vicende di Arthur Dent, curata da Adams stesso e da Steve Meretzky della Infocom. In tempi recenti, i fan della serie hanno creato una comunità online - non dissimile da Wikipedia - nota come H2G2, dal titolo originale del romanzo.
Nel 1992 la "trilogia" si arricchì di un quinto romanzo, scritto da Adams in un momento di profondo disagio e posto come finale temporaneo del racconto. Nel 2000 Adams completò la prima stesura della trasposizione cinematografica della Guida contenente nuovi personaggi ed elementi della trama. Il film, le cui riprese sono iniziate il 19 aprile 2004, negli Stati Uniti è uscito il 6 maggio 2005; in Italia, invece, pur essendo stato pubblicizzato nei mesi precedenti l'uscita con dei trailer nei cinema, è uscito il successivo 12 agosto in sole 20 sale cinematografiche senza essere stato pubblicizzato, ed è rimasto in cartellone per un solo fine settimana.
Nel 2001 Adams stava curando un sesto libro, intitolato Il salmone del dubbio, inizialmente pensato come terza puntata delle avventure di Dirk Gently, ma morì prima di completare l'opera. Con questo titolo, venne pubblicato nel 2002 un libro contenente articoli e interviste dell'autore, più una bozza del racconto, incompleto.
Nel 2004 è stata proposta la terza fase della Guida, con una nuova serie di sei episodi, trasmessi dalla fine di settembre da BBC Radio4, che riprende quanto scritto nel terzo libro della saga.
Nel 2005 sono programmate anche le fasi quarta e quinta, sempre su BBC Radio4, che vedranno la luce a partire dal 3 maggio, disponibili via radio e tramite il portale web di BBC.
Il 17 settembre 2008 è stato annunciato che Eoin Colfer, autore della popolare serie Artemis Fowl, è stato incaricato di scrivere il sesto libro della serie, con il consenso della vedova di Douglas. Il romanzo, che si chiama And an Other Thing... ("E un'altra cosa..."), è stato pubblicato nel Regno Unito e negli Stati Uniti nell'ottobre 2009 e tradotto in italiano nel 2010 per Mondadori.

## I romanzi della Guida
- Guida galattica per gli autostoppisti, Urania N. 843, 1980 (The Hitchhiker's Guide to the Galaxy, 1979).
- Ristorante al termine dell'Universo, Urania N. 968, 1984	(The Restaurant at the End of the Universe, 1980).
- La vita, l'universo e tutto quanto, Urania N. 973, 1984 (Life, the Universe and Everything, 1982).
- Addio, e grazie per tutto il pesce, Urania N. 1028, 1986 (So Long, and Thanks for All the Fish, 1984).
- Praticamente innocuo, Urania N. 1209, 1993 (Mostly Harmless, 1992).

### Opere correlate
- Sicuro, sicurissimo, perfettamente sicuro (Young Zaphod Plays it Safe, 1986)
- Il salmone del dubbio (The Salmon of Doubt, 2002)
- Niente panico: La guida galattica per gli autostoppisti di Douglas Adams secondo Neil Gaiman (Don't Panic: The Official Hitchhiker's Guide to the Galaxy Companion), 1988) di Neil Gaiman
- E un'altra cosa... (And Another Thing..., 2009) di Eoin Colfer

## Personaggi principali
- Arthur Dent
- Ford Prefect
- Zaphod Beeblebrox
- Tricia McMillan, detta Trillian
- Marvin l'androide paranoico (robot della serie CPV - "Caratteristiche Persona Vera")
- Fenchurch